# Dirk Rauin
Dirk Rauin   (Hückeswagen, 16 de març de 1957) és un jugador d'handbol alemany, ja retirat, que va competir durant les dècades de 1970 i 1980.
El 1984 va formar part de la selecció de la República Federal Alemanya que va guanyar la medalla d'argent a les Olimpíades de Los Angeles. Hi va jugar tots sis partits, i va marcar cinc gols.
A nivell de clubs jugà al VfL Gummersbach (1977-84), TUSEM Essen (1984-87) i DSC Wanne-Eickel (1987-91). Guanyà la lliga alemanya de 1982, 1983, 1985 i 1987; la Copa alemanya de 1978, 1982, 1983 i 1985, així com dues Copes d'Europa i dues Recopes d'Europa.
Una vegada retirat va exercir d'entrenador en diferents equips alemanys.